# 도쿠나가역
도쿠나가역(일본어: 徳永駅)은 일본 기후현 구조시에 위치한 나가라가와 철도 에쓰미난 선의 철도역이다. 단선 승강장 1면 1선의 구조를 갖춘 지상역이다.

## 이용 현황
| 승차 인원 추이 | 승차 인원 추이     |
| 연도           | 1일 평균 승차 인원 |
| -------------- | ------------------ |
| 2011           | 18                 |
| 2012           | 34                 |
| 2013           | 19                 |
| 2014           | 17                 |
| 2015           | 30                 |

## 역 주변
- 도카이 호쿠리쿠 자동차도
- 국도 제156호선
- 기후 현도 52호 시라토리이타도리 선
- 기후 현도 318호 가노미즈토쿠나가 선
- 나가라강
- 묘켄 신사

## 역사
- 1955년 3월 1일 : 일본국유철도의 역으로서 개업. 여객 영업만.
- 1986년 12월 11일 : 일본국유철도 에쓰미난 선의 나가라가와 철도로의 전환으로 인해, 이 회사의 역이 됨.

## 인접 역
| 나가라가와 철도 에쓰미난 선 | 나가라가와 철도 에쓰미난 선 | 나가라가와 철도 에쓰미난 선 |
| --------------------------- | --------------------------- | --------------------------- |
| 야마다 미노오타 방면        | ■ 에쓰미난 선               | 구조야마토 호쿠노 방면      |